# TOTEM (experiência)
TOTEM - sigla inglesa de TOTal Elastic and diffractive cross section Measurement, estuda as partículas a um muito pequeno ângulo, uma parte da física inacessível às experiências polivalentes. Entre outras pesquisas, TOTEM vai medir o tamanho dos protões e calcular precisamente a luminosidade do LHC do CERN.
TOTEM  completará os resultados obtidos pelo detector CMS assim como das outras experiências do LHC que tal como esta também são enormes detectores e chamam-se : ATLAS, ALICE, CMS, LHCb e TOTEM.
Esta experiência contava em 2006 com 50 cientistas vindos de 10 institutos de 8 países.

## Características
- Dimensões : 440 m de comprimento, 5 m de largura e de altura.
- Peso : 20 00 toneladas

## O complexo do CERN
A composição do CAC, sigla em inglês de CERN Acelarators Complex.